# Didactylia clementi
Didactylia clementi är en skalbaggsart som beskrevs av Henri de Peyerimhoff 1929. Didactylia clementi ingår i släktet Didactylia och familjen Aphodiidae. Inga underarter finns listade i Catalogue of Life.